# Anton Lundin
Anton Lundin, född 23 december 1995, är en svensk fotbollsspelare som spelar för IK Brage.

## Karriär
Lundins moderklubb är Torsångs IF. 2011 gick han till IK Brage. I december 2017 förlängde Lundin sitt kontrakt med två år. I februari 2020 förlängde han sitt kontrakt i Brage med två år. I januari 2022 förlängde Lundin sitt kontrakt med två år.
I december 2022 värvades Lundin av Gefle IF, där han återförenades med sin tvillingbror Oscar Lundin. I december 2024 återvände Lundin till IK Brage, efter att Gefle degraderades till Ettan.

## Privatliv
Även hans tvillingbror Oscar Lundin är en fotbollsspelare som spelar för division 2-klubben Falu BS.